# Kosteantînivka, Novoarhanhelsk
Kosteantînivka (în ucraineană Костянтинівка) este un sat în comuna Martînivka din raionul Novoarhanhelsk, regiunea Kirovohrad, Ucraina.

## Demografie
Componența lingvistică a localității Kosteantînivka
     Ucraineană (100%)
Conform recensământului din 2001, toată populația localității Kosteantînivka era vorbitoare de ucraineană (100%).